# Milla Nova
Milla Nova — український бренд весільних та вечірніх суконь, заснований у Львові у 2002 році.

## Історія бренду
У 2002 році дві сестри Зоряна та Ірина Сенишин відкрили власне ательє у Львові, Україна. Перший бутик Milla Nova відкрився в 2017 році.

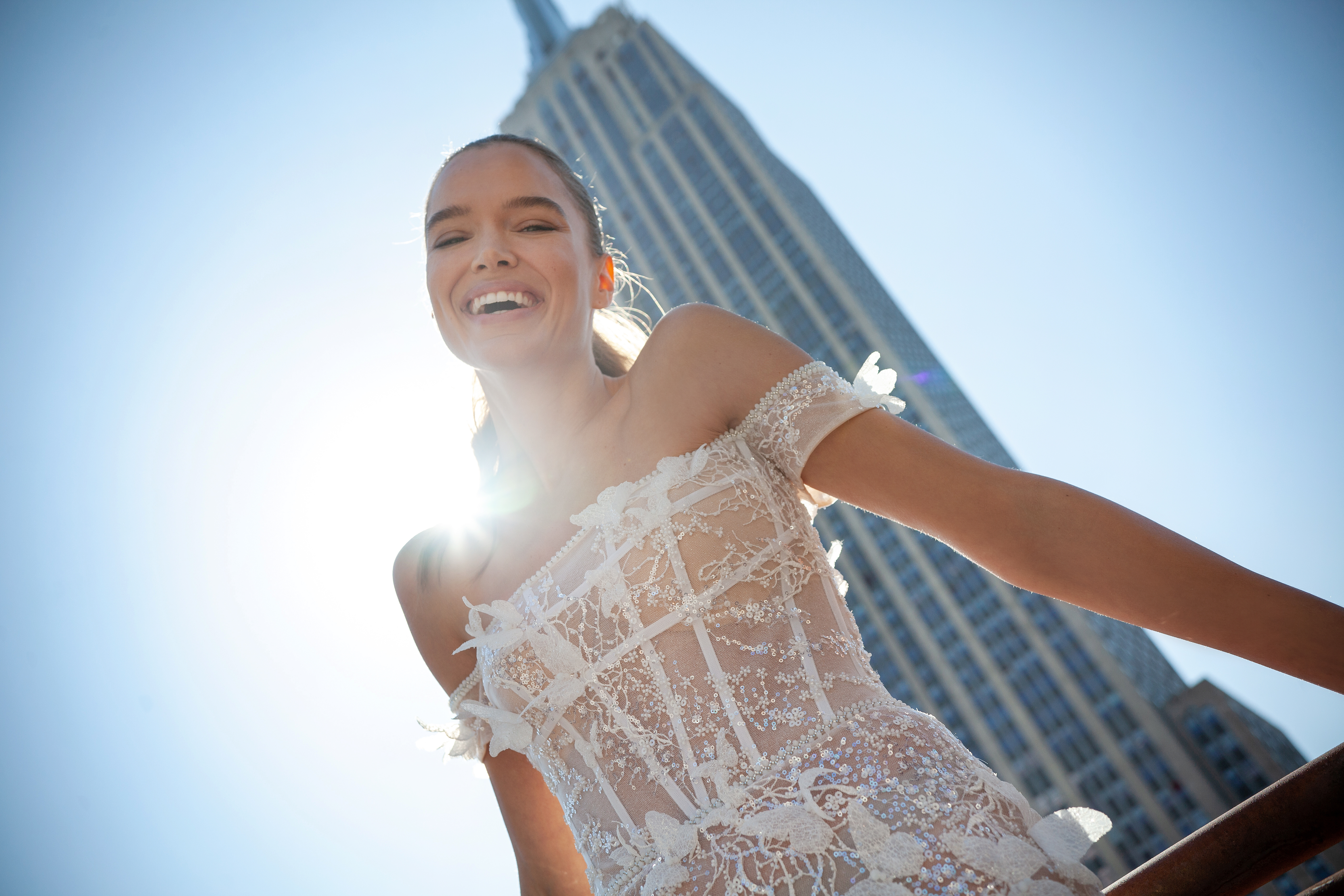

У 2019 році Milla Nova провела свій перший показ у Барселоні під назвою Barcelona Bridal Fashion Week.
У 2020 році, на початку глобальної пандемії COVID-19, Milla Nova запустила інтернет-магазин вечірніх суконь Milla. Прихильницями бренду стали такі знаменитості, як Леоні Ханне, Тіна Кунакі, Мей Маск.
У жовтні 2022 року Milla Nova представила нову колекцію в рамках New York Bridal Fashion Week та стала першим українським брендом на NYBFW.
Перший український бренд, що потрапив у перелік ключових марок весільного одягу за версією Global Industry. 
За останні півтора року Milla Nova продала 50 000 весільних і вечірніх суконь. У 2022 році – 29 000, а за шість місяців 2023-го – понад 21 000. Виторг у 2022 році становив, за оцінками Forbes, $17– 20 млн. У воєнний рік продажі зросли у 2,3 раза.
Після початку повномасштабного вторгнення Російської Федерації на територію України 24 лютого 2022 року одночасно із весільними сукнями бренд розпочав виробництво військових захисних жилетів та медичного одягу. У лютому 2022 року частина команди разом із сім'ями була евакуйована до Польщі де було відкрито швейний цех для забезпечення роботою працівників.